# J.P. Losman
Jonathan Paul Losman, detto J.P. (Venice, 12 marzo 1981), è un ex giocatore di football americano statunitense che ha militato nel ruolo di quarterback nella National Football League (NFL). Fu scelto nel corso del primo giro (22º assoluto) del Draft NFL 2004 dai Buffalo Bills. Al college giocò a football a UCLA e Tulane.

## Carriera

### Buffalo Bills
Al draft NFL 2004 Losman stato selezionato come 22ª scelta assoluta dai Bills. Ha debuttato nella NFL il 14 novembre contro i New England Patriots a New England.
L'11 settembre 2005 contro gli Houston Texans ha debuttato da titolare.
Con i Bills rimane fino alla stagione 2008 giocando in totale 42 partite.

### Oakland Raiders
Il 15 dicembre 2009 ha firmato un contratto da free agent con gli Oakland Raiders. Ha giocato solamente una partita.

### Seattle Seahawks
Il 19 maggio 2010 ha firmato con i Seattle Seahawks dopo essere diventato free agent.

### Miami Dolphins
Il 25 ottobre ha firmato con i Miami Dolphins.